# Rocky (bande dessinée)
Pour les articles homonymes, voir Rocky.
Rocky est une série de bande dessinée apparue en 1998 et créée par le suédois Martin Kellerman. Elle est publiée en France chez Huber Editions.

## Synopsis
Rocky met en scène de manière en partie autobiographique l'auteur sous la forme d'un jeune chien anthropomorphe dans la ville de Stockholm. Le jeune Rocky va vivre différentes aventures, notamment aux États-Unis à New York.

## Contexte
Martin Kellerman perd sa petite amie, son appartement et son boulot dans un magazine de charme coup sur coup. Il va par la suite donner naissance à la série Rocky. Publié initialement dans le journal Metro suédois, Rocky est depuis largement publié dans les journaux suédois, en albums et a également été adapté au théâtre. Les histoires de Rocky sont sous forme de comic strip, c'est-à-dire des gags en 4 cases ce qui est particulièrement adapté à une publication régulière dans un journal. Il a été publié par plusieurs journaux différents car certains lecteurs étaient choqués par les situations décrites par l'auteur représentant des scènes de beuverie et de sexe.
Cette bande dessinée est traduite dans plusieurs langues : norvégien, danois, finlandais, suédois, anglais et français. L'éditeur Fantagraphics Books le publie aux États-Unis. Le premier volume publié en Suède a reçu le prix Urhunden du meilleur album en 2000.